# Hiroki Abe (Fußballspieler)
Hiroki Abe (japanisch 安部 裕葵 Abe Hiroki; * 28. Januar 1999 in Tokio) ist ein japanischer Fußballspieler. Derzeit spielt er auf dem linken Flügel für den FC Barcelona B. 

## Karriere

### Verein
In seiner Jugend spielte er bis 2014 beim FC Tokyo sowie bis 2016 an der Setouchi High School. Von dort aus ging es für ihn als erste Profistation in seiner Karriere zu den Kashima Antlers. Dort erreichte er mit dem Team in seiner ersten Saison den Vizemeister-Titel in der Liga, ebenfalls 2017 kam er dann auch noch in einem Vorrunden-Spiel gegen Brisbane Roar zu seinem ersten Champions-League-Einsatz. In der Saison 2018 reichte es noch für den dritten Platz. Mit seiner Mannschaft konnte er dann aber im selben Jahr den Sieg in der Champions League und somit seinen ersten Meistertitel, in seiner Profikarriere, feiern. Im Hin- als auch im Rückspiel nahm er zudem auch als Spieler auf dem Platz teil. Für seine gute Saison in Japan bekam er schlussendlich noch den J.League Best Young Player Award verliehen.
Im Sommer 2019 wechselte er dann für 1,1 Millionen Euro nach Spanien zum FC Barcelona B und unterschrieb dort einen Vierjahresvertrag. Er soll in der Reserve langsam an die erste Mannschaft herangeführt werden. Seine Ausstiegsklausel wurde auf 40 Mio. Euro festgelegt. Falls er in den Kader der ersten Mannschaft rücken sollte, soll sich diese Summe auf 100 Mio. Euro erhöhen. Sein erstes Tor in der Segunda División B erzielte er am 17. November 2019 bei einem 3:3 gegen Cornella. Nach 28 Ligaspielen wechselte er im Juli 2023 ablösefrei in seine Heimat zum Erstligisten Urawa Red Diamonds.

### Nationalmannschaft
Am 24. Mai 2019 wurde er vom japanischen Cheftrainer Hajime Moriyasu in den Kader der A-Mannschaft für die Copa América 2019 in Brasilien berufen. Dort bekam er dann seinen ersten Einsatz am 17. Juni im Vorrunden-Spiel gegen Chile, dort wurde er zur 66. Minute für Shōya Nakajima eingewechselt.

## Erfolge
Kashima Antlers
- AFC Champions League: 2018

## Auszeichnungen
- J.League Best Young Player: 2018